# Attaque de Benghazi de 2012
Guerre civile libyenne
L'attaque de Benghazi de 2012, parfois désignée comme la bataille de Benghazi, a eu lieu le soir du 11 septembre 2012, dans un contexte post-première guerre civile libyenne, lorsque des djihadistes ont attaqué l'enceinte diplomatique américaine de Benghazi, en Libye, tuant l'ambassadeur américain, J. Christopher Stevens, et le fonctionnaire Sean Smith. Stevens est alors le premier ambassadeur américain tué dans l'exercice de ses fonctions depuis 1979.
Plus tard le même soir, une seconde attaque a visé un autre site de la ville, tuant notamment deux contractants de la CIA. Une dizaine d'autres personnes ont également été blessées dans les attaques.
Les rapports officiels dévoilés par la presse dans les mois suivant les événements suggèrent que l'attaque de Benghazi répondait avant tout à une opération menée par la CIA, l'ambassadeur et le fonctionnaire américain tués étant davantage des victimes collatérales que les premières personnes visées par cette opération.
Les États-Unis ont immédiatement augmenté le niveau de sécurité des installations diplomatiques et militaires dans le monde. À la suite d'une enquête, en tant que secrétaire d'État, Hillary Clinton, a ensuite pris la responsabilité des manquements à la sécurité sur ces sites. Néanmoins, la commission spéciale d'enquête sur Benghazi mise en place en mai 2014 à la demande de la Chambre des représentants à majorité républicaine découvrira que la secrétaire d'État a utilisé un compte privé dans ses fonctions officielles au lieu de son adresse gouvernementale faisant surgir des questions concernant la sécurité informatique. Cette révélation débouchera sur l'affaire des courriels d'Hillary Clinton.

## Attaques
L'attaque sur Benghazi est menée par deux factions militaires différentes sur deux complexes américains. Le premier assaut prend pour cible le principal bâtiment diplomatique, de 270 mètres de long et 90 mètres de large et intervient vers 21h40 heure locale. Sept Américains, dont l'ambassadeur Chris Stevens, sont alors présents. Stevens est en pleine visite à Benghazi, dans le cadre de la construction d'un nouveau centre culturel et de la modernisation d'un hôpital. 
L'assaut commence avec l'arrivée de plusieurs hommes armés venant de plusieurs directions. Ils lancent d'abord des grenades par-dessus le mur et entrent dans le complexe avec des armes automatiques, des RPG et des armes lourdes. Un agent du Diplomatic Security Service actionne alors l'alarme et l'ambassade à Tripoli est avertie, ainsi que le Diplomatic Security Command Center à Washington. Le seul soutien de proximité, en-dehors de la Brigade du 17 février, est l'annexe diplomatique située à moins de deux kilomètres.
L'agent Scott Wickland met en sécurité Stevens et Sean Smith, un officier du renseignement, dans la zone refuge du bâtiment. Les autres agents récupèrent leurs armes et tentent de rejoindre le bâtiment principal, alors pris d'assaut par les assaillants qui mettent le feu à la zone refuge, à défaut d'être parvenus à la forcer. Les trois Américains tentent de se réfugier dans la salle de bain, bientôt envahie par la fumée, ce qui les contraint à en sortir. Si Wickland parvient à quitter le bâtiment par une fenêtre, Smith et Stevens restent en arrière et Wickland ne peut les retrouver. Finalement, seul le corps de Smith est récupéré par un groupe d'agents venus sur place grâce à un véhicule blindé.
Selon l'équipe de sécurité de l'annexe, ils sont immédiatement disponibles pour venir en aide à l'ambassadeur et à son équipe mais ils sont retardés par l'action de l'officier en chef à Benghazi. Finalement, le GRS (Global Response Staff) de l'annexe décide de monter une opération de secours vers 22h05, à l'aide de Toyota Land Cruisers blindés. Dans le même temps, quelques éléments de la CIA et de la JSOC à Tripoli, menés par Glen Doherty, tentent de trouver un moyen de rejoindre Benghazi. Quand le GRS parvient au complexe diplomatique, il tente de constituer un périmètre de sécurité et David Ubben, l'un des agents du service de sécurité diplomatique, localise le cadavre de Smith. L'ensemble des Américains décide ensuite de se replier vers l'annexe et, sur le chemin, un véhicule est touché par des tirs d'AK-47 et de grenades mais parvient à rallier l'annexe à 11h50 malgré des pneus crevés.

## Rapports d'enquête
Les changements dans les explications données par l'administration américaine au lendemain de l'attaque de Benghazi ont soulevé de nombreuses questions,. Susan Rice a notamment été sévèrement critiquée pour avoir induit le public en erreur sur la nature de l'attaque lors de ses apparitions télévisées. Politico constate, lui, qu'« à mesure que le nombre de personnes s’occupant des sujets de discussion de Benghazi augmentait, la quantité d’informations proposées dans le document diminuait », suggérant que l'État américain s'inquiète des points de discussion concernant la Libye.
Des rapports officiels, tels que celui de l’Accountability Review Board (ARB) et du rapport du Comité sénatorial de la sécurité intérieure, ressort un contexte différent : bien que l’ambassadeur ait été tué, le « consulat » de Benghazi n’était pas du tout un consulat mais fondamentalement une opération secrète de la CIA. En fait, seuls sept des 30 Américains évacués de Benghazi avaient un quelconque lien avec le Département d’État ; les autres étaient affiliés à la CIA. Ainsi, selon l’ARB, « en décembre 2011, le sous-secrétaire à la Gestion (Under Secretary for Management) a approuvé la prolongation d'un an de la mission spéciale américaine à Benghazi, qui n'a jamais été un consulat et n'a jamais été officiellement notifiée au gouvernement libyen ».
Du rapport du Département d’État, il ressort qu’il s’agissait d’une attaque contre une opération de la CIA, peut-être par les mêmes personnes que la CIA combattait, et « l’ambassadeur se trouvait tragiquement au mauvais endroit au mauvais moment. » Néanmoins, pour des raisons évidentes, l’administration ne pouvait pas admettre publiquement que Benghazi était essentiellement « le fruit d’un effort secret de la CIA ».
Contrairement aux explications données au départ comme quoi les attaques auraient été « spontanément inspirées par des manifestations à l’ambassade américaine au Caire », ce fait a ensuite été jugé incorrect.
Selon The Washington Post, l’implication claire des rapports est que l’État a fait une erreur, même si, en interne, on savait qu’il s’agissait d’une opération de la CIA.
Dans le déroulement des explications, la porte-parole du Département d'État, Victoria Nuland, s'est opposée particulièrement aux références aux avertissements qui avait été fournis par la CIA concernant la menace des extrémistes à Benghazi et dans l’est de la Libye, affirmant que cela « pourrait être mésusé par des membres [du Congrès] pour critiquer le Département d'État pour ne pas avoir prêté attention aux avertissements ». Ces demandes de changements des points de discussion auraient eu pour but de protéger l'agence – alors dirigée par la secrétaire d'État Hillary Clinton – des accusations du Congrès selon lesquelles elle n'avait pas réussi à garantir correctement le poste, compte tenu de la situation instable dans cette région.
La CIA a également apporté des changements mineurs, comme la suppression d’une référence au groupe djihadiste Ansar al-Charia,.

## Répercussions en politique intérieure américaine
En 2015, Hillary Clinton doit témoigner au Congrès américain sur les attaques menées contre le personnel diplomatique américain, la candidate démocrate à la Maison-Blanche étant alors chef de la diplomatie. 
Les républicains majoritaires de la Chambre des représentants avaient en effet créé une commission spéciale d'enquête sur Benghazi en mai 2014. Les enquêteurs parlementaires avaient notamment découvert que Hillary Clinton utilisait un compte privé dans ses fonctions officielles au lieu de son adresse gouvernementale faisant surgir des questions concernant la sécurité informatique de son serveur. La commission accuse notamment l'ex-secrétaire d'État d'avoir envoyé ou reçu sur son compte privé des messages classifiés secrets, ce qui serait interdit.
Le 5 juillet 2016, le directeur du FBI, James Comey, rendait publiques les conclusions de l'enquête lors d'une conférence de presse, délivrant un rapport accablant pour Hillary Clinton. Il lui reproche d'avoir fait preuve d'une « négligence extrême » en hébergeant des courriels contenant des informations classées secrètes sur des serveurs personnels non protégés, ajoutant que « toute personne sensée occupant la fonction de madame Clinton aurait dû savoir qu'un serveur non protégé ne pouvait accueillir des informations classées secret défense ». Il souligne que des espions étrangers ont pu avoir accès aux courriels d'Hillary Clinton, celle-ci ayant utilisé son serveur à l'étranger, dans des « territoires d'adversaires experts [en piratage] ». Cependant, il ne recommande pas de poursuites à son encontre, n'ayant pas trouvé de preuve claire que la secrétaire d'État ou ses collaborateurs aient eu l'intention de violer la loi,,.

### Filmographie
Le film 13 Hours: The Secret Soldiers of Benghazi (2016) développe les événements de l'attaque de Benghazi.